# Serpa
Pour le fromage local, voir Queijo Serpa.
Serpa (prononciation ['sɛɾpɐ]) est une ville et une municipalité du Portugal faisant partie du District de Beja.

## Histoire
(février 2015).
Si vous disposez d'ouvrages ou d'articles de référence ou si vous connaissez des sites web de qualité traitant du thème abordé ici, merci de compléter l'article en donnant les références utiles à sa vérifiabilité et en les liant à la section « Notes et références ».
La région était probablement occupée dès avant l'occupation romaine.

Une villa romaine a été récemment[Quand ?] mise à jour.
 
Après la reconquête, la proximité de Serpa avec la frontière espagnole en a fait une place forte défensive. Le château est endommagé à la suite de la dernière invasion espagnole[Quand ?].

## Administration
Le maire actuel est Tomé Pires (CDU). Il a succédé en 2013 à João Manuel Rocha da Silva.

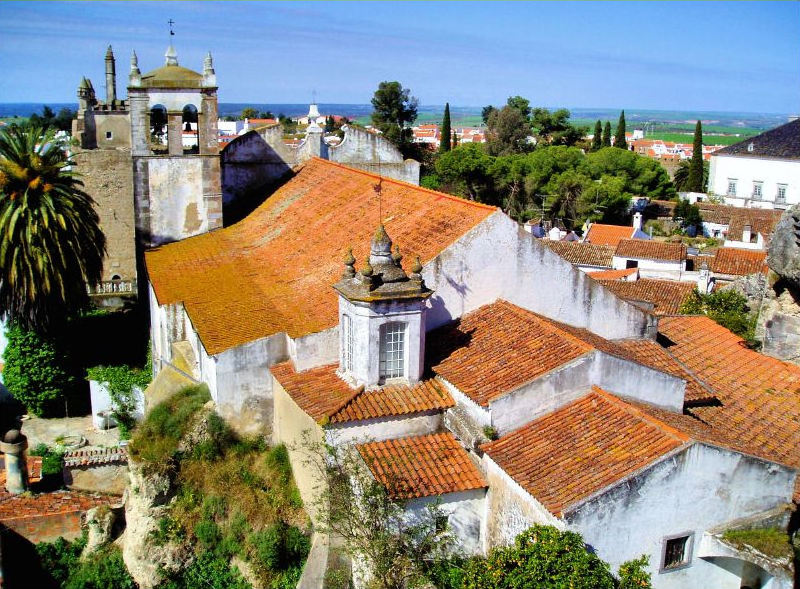
Vue de Serpa

## Démographie

Localisation de Serpa

| 1801  | 1849  | 1900   | 1930   | 1960   | 1981   | 1991   | 2001   | 2004   |
| ----- | ----- | ------ | ------ | ------ | ------ | ------ | ------ | ------ |
| 7 512 | 9 662 | 17 357 | 29 445 | 32 476 | 20 784 | 17 915 | 16 723 | 16 072 |

| 2011   | - | - | - | - | - | - | - | - |
| ------ | - | - | - | - | - | - | - | - |
| 15 623 | - | - | - | - | - | - | - | - |

## Subdivisions
Depuis la loi no 11-A/2013 du 28 janvier 2013, portant réorganisation administrative du territoire des freguesias, la municipalité de Serpa comprend 5 paroisses (freguesia en portugais) contre 7 auparavant :
- Brinches
- Pias
- Serpa (Salvador e Santa Maria) (fusion de Serpa (Salvador) et Serpa (Santa Maria))
- Vila Nova de São Bento e Vale de Vargo (fusion de Vila Nova de São Bento et Vale de Vargo)
- Vila Verde de Ficalho

## Jumelages
Tarnos (France) depuis 1998

## Économie
L'économie traditionnelle est basée sur l'élevage de moutons. Serpa est réputé également pour son fromage.

## Industrie
Le 27 avril 2006, Général Electric Energy Financial Services, PowerLight Corporation et Catavento Lda ont annoncé la construction de la plus grande structure photovoltaïque au monde. Le projet devrait permettre la production de 11 Mégawatt à partir de 52 000 plaques de cellules photovoltaïques. La centrale a été inaugurée le 28 mars 2007.